# Gareila charlottae
Gareila charlottae är en stekelart som beskrevs av Heinrich 1980. Gareila charlottae ingår i släktet Gareila, och familjen brokparasitsteklar. Inga underarter finns listade.